# Mickael Hanany
Mickael Hanany, né le 25 mars 1983 à Vitry-sur-Seine, est un athlète français spécialiste du saut en hauteur, détenteur du record de France avec 2,34 m.

## Biographie
Mickael Hanany effectue ses études universitaires à l'Université du Texas à El Paso. Le 13 juin 2008, lors de la finale des Championnats NCAA ayant lieu à Des Moines, il réalise un bond à 2,32 m, le plaçant à un centimètre du record de France de Jean-Charles Gicquel établi en 1994. Il obtient ainsi sa qualification pour les Jeux olympiques de 2008 à Pékin, où il ne parvient pas à se qualifier pour la finale (2,25 m).
Le 28 mars 2009, il franchit 2,30 m à El Paso, puis remporte les championnats de France à Angers avec 2,28 m. Sélectionné pour les Championnats du monde d'athlétisme 2009 à Berlin, le Français se classe cinquième de la finale avec un bond à 2,23 m.
Gêné par des blessures à répétitions, il ne participe ni aux championnats d'Europe à Barcelone en 2010, ni aux championnats du monde de Daegu en 2011.
Lors des championnats de France en salle 2012, il remporte le concours de la hauteur avec un bond à 2,26 m. Fin mars, à El Paso, Mickael Hanany se rapproche d'un centimètre de son record personnel en franchissant une barre à 2,31 m. Il réalise les minima de qualification pour les Jeux olympiques de Londres et la meilleure performance mondiale de l'année provisoire,.
Mickael Hanany participe aux Championnats d'Europe 2012 d'Helsinki. Il y remporte la médaille de bronze du saut en hauteur en franchissant une barre à 2,28 m à sa troisième tentative, devancé par le Britannique Robbie Grabarz et le Lituanien Raivydas Stanys (2,31 m). Il se classe 14e des Jeux olympiques de 2012, à Londres.
Le 22 mars 2014, lors de la réunion d'El Paso aux États-Unis, Mickael Hanany établit un nouveau record de France en plein air avec 2,34 m, améliorant d'un centimètre l'ancienne meilleure marque nationale détenue depuis 1996 par Jean-Charles Gicquel, qui détient toujours, début des années 2020, le record absolu avec ses 2,35 m en salle.
Le 5 mai 2017, Mickael Hanany saute 2,23 m à Doha puis s'impose le 24 juin aux Championnats d'Europe par équipes 2017 à Lille, avec 2,26 m.

## Palmarès

### International
| Date | Compétition                       | Lieu              | Résultat | Marque |
| ---- | --------------------------------- | ----------------- | -------- | ------ |
| 2000 | Championnats du monde juniors     | Santiago du Chili | 7e       | 2,10 m |
| 2001 | Championnats d'Europe juniors     | Grosseto          | 3e       | 2,19 m |
| 2003 | Championnats d'Europe espoirs     | Bydgoszcz         | 7e       | 2,21 m |
| 2005 | Championnats d'Europe espoirs     | Erfurt            | 8e       | 2,23 m |
| 2009 | Championnats du monde             | Berlin            | 5e       | 2,23 m |
| 2012 | Championnats d'Europe             | Helsinki          | 3e       | 2,28 m |
| 2012 | Jeux olympiques                   | Londres           | 13e      | 2,20 m |
| 2013 | Championnats d'Europe en salle    | Göteborg          | 7e       | 2,23 m |
| 2013 | Championnats d'Europe par équipes | Gateshead         | 2e       | 2,28 m |
| 2013 | Jeux de la Francophonie           | Nice              | 2e       | 2,30 m |
| 2015 | Championnats d'Europe par équipes | Tcheboksary       | 5e       | 2,22 m |
| 2017 | Championnats d'Europe par équipes | Lille             | 1er      | 2,26 m |
| 2018 | Jeux méditerranéens               | Tarragone         | 8e       | 2,10 m |

### National
- Championnats de France d'athlétisme :
  - Plein air : vainqueur en 2006, 2007, 2009, 2010, 2011, 2012, 2013, 2014, 2015, 2016, 2017 et 2018
  - Salle : vainqueur en 2010, 2012 et 2013

## Records
| Épreuve         | Épreuve   | Marque      | Lieu                    | Date                                          |
| --------------- | --------- | ----------- | ----------------------- | --------------------------------------------- |
| Saut en hauteur | Plein air | 2,34 m (NR) | El Paso                 | 22 mars 2014                                  |
| Saut en hauteur | En salle  | 2,28 m      | Eaubonne Paris Göteborg | 12 février 2010 27 février 2010 1er mars 2013 |